# Немилов, Антон Витальевич

Антон Витальевич Немилов (8 (20) июня 1879—1942, Ленинград) — русский и советский медик, гистолог, педагог, профессор Петроградского (Ленинградского) университета (с 1918).

## Биография
Окончил Санкт-Петербургский университет в 1903 году. Ученик А. С. Догеля.
С 1906 по 1942 — работал в Санкт-Петербургском (Петроградском, Ленинградском) университете.
В 1906—1913 — хранитель анатомо-гистологического кабинета Санкт-Петербургского университета. Приват-доцент кафедры зоологии, сравнительной анатомии и физиологии животных (1913—1918).
В 1934 получил степень магистра с работой «Гистологическое строение дорзальных корешков и белого вещества спинного мозга».
С 1914 — ассистент анатомо-гистологического кабинета. С 1924 — заведующий лабораторией цитологии и частной гистологии. С 1925 — проректор по учебной части университета.
Работал в Тимирязевском институте (сейчас ИПЭЭ РАН) в Москве и Ленинградском сельскохозяйственном институте.

## Научная деятельность
Занимался изучением гистологии нервной системы; показал участие шванновских клеток в образовании мякотной оболочки нервного волокна и описал двигательные нервные окончания в гладких мышцах. 
Известны также его труды по гистофизиологии молочных желез и органов половой системы. В некоторых работах учёного имеются идеологические и методологические ошибки — фрейдистские представления, а также переоценка роли гормонов как «скрытых пружин» организма при недооценке значения нервной системы и др.
Автор ряда учебников и практикумов по гистологии .

## Избранные публикации
- Краткій курсъ практической гистологіи. Пособіе для практическихъ занятій по цитологіи и общей гистологіи / Составил А. В. Немиловъ.- Съ 156 рисунками въ текстъ.- С.-Петербургъ : Изданіе К. Л. Риккера ,1909.- 292с.
- К вопросу об нервах кишечника у амфибий, «Труды. С.-Петербургского общества естествоиспытателей», 1902, т. 32, вып. 2, стр. 59—96;
- Гистологическое строение дорзальных корешков и белого вещества спинного мозга. Дисс., СПб, 1913;
- Внутренние двигатели человеческого тела (гормоны): общедоступный очерк, М. 1922;
- Курс практической гистологии: пособие для практических занятий по микроскопической анатомии, т. 1, 2 изд., М.—П., 1923;
- Строение тела домашних животных: руководство в обработке для русских читателей А. В. Немилова, Л. Госиздательство , 1924;
- Гистология и эмбриология домашних животных, 2 изд., М.—Л., 1936;
- Основы физиологической гистологии, т. 1, Л., 1941.
- Скотская мораль фашистских мракобесов: О некоторых приемах гитлеровского разведения людей «высшей расы» / проф. А. В. Немилов. — Ленинград: Лениздат, 1941.

Умер в блокадном Ленинграде.
Похоронен в Санкт-Петербурге на «Литераторских мостках» Волковского кладбища.